# Aphanobasidium aurobisporum
Aphanobasidium aurobisporum är en svampart som beskrevs av Boidin & Gilles 1989. Aphanobasidium aurobisporum ingår i släktet Aphanobasidium och familjen mattsvampar.   Inga underarter finns listade i Catalogue of Life.